# Lista odcinków serialu T and T
Lista odcinków amerykańskiego serialu sensacyjnego T and T. Serial miał 65 odcinki w 3 seriach. Pierwszym był Kłopoty w Chinatown (Extortion in Chinatown), po raz pierwszy wyemitowany w latach 90 w telewizji Polonia 1, a ostatnim Mały książę (The Little Prince).

## Seria 1
| Nr | Tytuł oryginalny       | Polski tytuł            |
| -- | ---------------------- | ----------------------- |
| 1  | Extortion in Chinatown | Kłopoty w Chinatown     |
| 2  | Mug Shot               | Celne ujęcie            |
| 3  | Setting the Score      | Sprzedana walka         |
| 4  | Stow Away              | Pasażer na gapę         |
| 5  | The Drop               | Doręczyciel             |
| 6  | Something in the Air   | Na antenie              |
| 7  | The Silver Angel       | Srebrny anioł           |
| 8  | And Baby Makes Nine *  |                         |
| 9  | On Ice                 | Na lodzie               |
| 10 | The Latest Development | Przebudowa              |
| 11 | Junkyard Blues         | Samochodowy blus        |
| 12 | Killing Time           | Czas zabijania          |
| 13 | Sweet Tooth            | Przyjemniak             |
| 14 | Playing with Fire      | Igranie z ogniem        |
| 15 | Sophie a La Modem      | Sophie z modemem        |
| 16 | Black and White        | To szalony świat        |
| 17 | The Game               | Gra                     |
| 18 | A Victim of Fashion    | Ofiara mody             |
| 19 | Special Delivery       | Przesyłka               |
| 20 | Pros and Cons          | Za i przeciw            |
| 21 | Private Eyes           | Detektywi               |
| 22 | Mickey’s Choice        | Micki podejmuje decyzję |
| 23 | Working It Out         | Pokonać                 |
| 24 | Now You See It         | Teraz widzisz           |

- * odcinek nie został wyemitowany

## Seria 2
| Nr | Tytuł oryginalny         | Polski tytuł               |
| -- | ------------------------ | -------------------------- |
| 1  | Straight Line: Part 1    | Afera na zlecenie: Część 1 |
| 2  | Straight Line: Part 2    | Afera na zlecenie: Część 2 |
| 3  | Straight Line: Part 3    | Afera na zlecenie: Część 3 |
| 4  | Straight Line: Part 4    | Afera na zlecenie: Część 4 |
| 5  | The Whole Truth          | Cała prawda                |
| 6  | A Secret No More         | Dość tajemnic              |
| 7  | Fast Friends             | Przyjaciele                |
| 8  | Every Picture...         | Zdjęcia                    |
| 9  | Hostage                  | Zakładnik                  |
| 10 | Conspiracy               | Spisek                     |
| 11 | Hard Way Home            | ?                          |
| 12 | Wendell’s Story          | Historia Wendella          |
| 13 | Hunted                   | Polowanie                  |
| 14 | The Contender            | Zawodnik                   |
| 15 | Jump Start               | ?                          |
| 16 | Substitute Teacher       | Zastępstwo                 |
| 17 | Turner for the Defense * | Terner kontra Taler        |
| 18 | Thicker Than Water       | Nasz klub                  |
| 19 | Family Honour            | Honor rodziny              |
| 20 | A Natural Death          | Umrzeć śmiercią naturalną  |

- * odcinek dedykowany pamięci Robin Archibald

## Seria 3
| Nr | Tytuł oryginalny         | Polski tytuł        |
| -- | ------------------------ | ------------------- |
| 1  | Cracked                  | Meta                |
| 2  | Hargrove’s Call          | Przyszedł Hargrove  |
| 3  | Halfway to Nowhere *     |                     |
| 4  | Cry Wolf                 | Aniemówiłam         |
| 5  | Decker’s Ex              | Wspomnienia Deckera |
| 6  | Take My Life, Please *   |                     |
| 7  | A Lesson in Values       | Powtórka z wartości |
| 8  | The Mysterious Mauler    | Tajemniczy Mauler   |
| 9  | Movie Madness            | Szaleństwo kina     |
| 10 | Silent Witness           | Milczący świadek    |
| 11 | A Place in History       | Miejsce w historii  |
| 12 | Thief of Heart           | Złodziej serc       |
| 13 | The Curse                | Klątwa              |
| 14 | Mr. Big                  | Pan Szycha          |
| 15 | Butler Duet              | Duet służących      |
| 16 | T.V. Turner              | Turner w telewizji  |
| 17 | Nightmare                | Koszmar             |
| 18 | Suspect                  | Podejrzany          |
| 19 | Turner’s Tale            | Opowiadanie Turnera |
| 20 | Wild Willy and the Waves | Dziki Willy i fale  |
| 21 | The Little Prince        | Mały książę         |

- * odcinek nie został wyemitowany